# Jezioro Zawadzkie (Stare Juchy)
Der Jezioro Zawadzkie ist ein See in der polnischen Gemeinde Stare Juchy im Powiat Ełcki in der Woiwodschaft Ermland-Masuren.
Der See wurde vor 1945 auch als Muxtsee bezeichnet.
Im See befindet sich eine Insel, die etwa 160 Meter lang und 80 Meter breit ist.
Am östlichen Ufer des Sees liegt Zawady Ełckie, eine Ortschaft der Gemeinde Stare Juchy.